# Groupe de NGC 2962

Le groupe de NGC 2962 comprend au moins trois galaxies situées dans les constellations du Sextant et de l'Hydre. La distance moyenne entre ce groupe et la Voie lactée est d'environ 34,5 Mpc (∼113 millions d'al). 

## Membres
Le tableau ci-dessous liste les trois galaxies qui sont indiquées sur le site « Un Atlas de l'Univers » créé par Richard Powell.  
| Nom      | Constellation | Classification | Type           | α (J2000.0)   | δ (J2000.0) | Vitesse radiale (km/s) | Magnitude apparente | Distance (Mpc) | Diamètre (kal) |
| -------- | ------------- | -------------- | -------------- | ------------- | ----------- | ---------------------- | ------------------- | -------------- | -------------- |
| NGC 2962 | Hydre         | (R)SAB0^+(rs)  | Lenticulaire   | 09h 40m 53.9s | 05° 09′ 57″ | 1967 ± 5               | 11,9                | 33,9 ± 2,4     | 96             |
| NGC 2966 | Sextant       | SB?            | Spirale barrée | 09h 42m 11.5s | 04° 40′ 23″ | 2044 ± 7               | 12,7                | 35,1 ± 2,5     | 49             |
| UGC 5107 | Hydre         | SBd            | Spirale barrée | 09h 37m 07.5s | 05° 07′ 12″ | 2009 ± 1               | 13,73               | 27,9 ± 2,0     | 74             |

Le site DeepskyLog permet de trouver aisément les constellations des galaxies mentionnées dans ce tableau ou si elles ne s'y trouvent pas, l'outil du site «Finding the constellation which contains given sky coordinates» permet de le faire à l'aide des coordonnées de la galaxie. Sauf indication contraire, les données proviennent du site NASA/IPAC. 